# Индепенденс (Јута)
Индепенденс (енгл. Independence) град је у америчкој савезној држави Јута.

## Демографија
По попису из 2010. године број становника је 164.
| Група             | 2000.    | 2010.       |
| Белци             | 0 (0,0%) | 146 (89,0%) |
| Афроамериканци    | 0 (0,0%) | 0 (0,0%)    |
| Азијати           | 0 (0,0%) | 1 (0,6%)    |
| Хиспаноамериканци | 0 (0,0%) | 16 (9,8%)   |
| Укупно            | 0        | 164         |